# Ровное (Ровненский сельский совет)
Ровное (укр. Рівне) — село, относится к Тарутинскому району Одесской области Украины.
Население по переписи 2001 года составляло 1505 человек. Почтовый индекс — 68555. Телефонный код — 4847. Занимает площадь 3,54 км². Код КОАТУУ — 5124788001.

## История
В 1945 г. Указом ПВС УССР село Купорань переименовано в Ровное.

## Местный совет
68555, Одесская обл., Тарутинский р-н, с. Ровное, пл. Победы, 3